# Anna Böhm (Autorin)
Anna Böhm (* 1975) ist eine deutsche Hörspiel- und Kinderbuchautorin. Sie schreibt Prosa und Hörspiele für Kinder und Erwachsene und lebt als freie Autorin in Berlin.

## Leben
Anna Böhm studierte u. a. bei Wolfgang Kirchner an der Filmakademie Baden-Württemberg. 2007 machte sie ihren Abschluss in der Drehbuchklasse. Anna Böhm verfasste diverse Hörspiele für Kinder und Erwachsene; ihre Kinderbücher erscheinen bei der Verlagsgruppe Oetinger.

## Veröffentlichungen

### Kinderbücher
Emmi & Einschwein
(illustriert von Susanne Göhlich)
- Einhorn kann jeder!  – Band 1, Oetinger, Hamburg 2018, ISBN 978-3-7891-0889-1
- Im Herzen ein Held.  – Band 2, Oetinger, Hamburg 2018, ISBN 978-3-7891-0951-5
- Ganz vorn mit Horn!  – Band 3, Oetinger, Hamburg 2019, ISBN 978-3-7891-0975-1
- Kein Weihnachten ohne Puddingschuhe!  – Band 4, Oetinger, Hamburg 2019, ISBN 978-3-7891-1375-8
- Ein Fall für Sherlock Horn!  – Band 5, Oetinger, Hamburg 2020, ISBN 978-3-7512-0002-8
- Fabelwesen zelten selten!  – Band 6, Oetinger. Hamburg 2022, ISBN 978-3-7512-0234-3

Emmi & Einschwein, weitere
- Schulstart mit Eierkuchen  – Erstleser, Oetinger, Hamburg 2020, ISBN 978-3-7891-1479-3
- Lesen macht lustig  – Erstleser, Oetinger, Hamburg 2020, ISBN 978-3-7512-0010-3
- Hoppla, eine Hochzeit!  – Erstleser, Oetinger, Hamburg 2021, ISBN 978-3-7512-0043-1
- Fröhliche Schweinachten!  – Erstleser, Oetinger, Hamburg 2021, ISBN 978-3-7512-0087-5
- Meine fabelhaften Freunde und ich  – Freundschaftsbuch, Oetinger, Hamburg 2023, EAN 4260512185688
- Das fabelhafte Mal- und Rätselbuch  – Oetinger, Hamburg 2022, ISBN 978-3-7512-0321-0

Die Tierpolizei
(illustriert von Ramona Wultschner)
- Kommissare mit Fell und Feder  – Band 1, Oetinger, Hamburg 2020, ISBN 978-3-7891-2123-4
- Ohren hoch oder es knallt!  – Band 2, Oetinger, Hamburg 2021, ISBN 978-3-7891-1477-9
- Mach nicht so 'ne Welle!  – Band 3, Oetinger, Hamburg 2021, ISBN 978-3-7891-2134-0
- Das könnt ihr euch abschminken!  – Band 4, Oetinger, Hamburg 2022, ISBN 978-3-7512-0156-8
- Mach dich nicht zum Affen!  – Band 5, Oetinger, Hamburg 2023, ISBN 978-3-7512-0298-5

Die Ampelchen
(illustriert von Sandy Thißen)
- Aus den Ampeln, fertig, los!  – Band 1, Oetinger, Hamburg 2025, ISBN 978-3-7512-0448-4
- Es kracht!  – Band 2, Oetinger, Hamburg 2025, ISBN 978-3-7512-0449-1
- Kann das weg?  – Band 3, Oetinger, Hamburg 2025, ISBN 978-3-7512-0450-7

### Hörspiele (Auswahl)
- 2012: Ampelmännchen sind keine Haustiere, DLR
- 2013: Haudrauf und Mariechen, DLR
- 2014: Einschwein, DLR
- 2016: Das Phantom der Schule, DLR/NDR/WDR[3]
- 2017: Papa verschenkt sich (szenische Lesung), DLR[4]
- 2017: Karim und Kater im Zug, DLR[5]
- 2018: Läuft bei dir, Frau Holle!, DLR[6]
- 2022: Die Weihnachtstanne, DLR

### Auszeichnungen
- Kinderhörspielpreis der Stadt Karlsruhe, 2015.[7]
- Kinderhörspielpreis des MDR-Rundfunkrates – 3. Platz, 2016.[8]